# Paraclathurella gracilenta
Paraclathurella gracilenta é uma espécie de gastrópode do gênero Paraclathurella, pertencente a família Clathurellidae.